# Almindelig myrte
Almindelig Myrte (Myrtus communis) er en stedsegrøn busk eller et lille træ med en tæt, rundkronet vækstform. Blade og blomster indeholder en æterisk olie, som danner baggrunden for anvendelsen i madretter og ved fremstilling af likører og parfumer ("englevand").

## Beskrivelse
Barken er først lysegrøn og dækket af hvide hår. Derpå bliver den beigefarvet, og gamle grene og stammer får en rødbrun, svagt afskallende bark. Knopperne er modsatte, knudeformede og små (næsten skjult bag bladfoden). 
Bladene er læderagtige, elliptiske til lancetformede med hel rand og tydelig spids. Oversiden er blank og mørkegrøn, mens undersiden er en smule lysere. Blomstringen sker fra maj til august, hvor man finder blomsterne siddende enkeltvis fra bladhjørnerne. De er regelmæssige og 5-tallige med hvide kronblade og talrige støvdragere. Frugterne er blåsorte bær med mange små frø.
Rodnettet består af kraftige, dybtgående og vidtrækkende hovedrødder og spredte siderødder. 
Højde x bredde og årlig tilvækst: 5,00 x 5,00 m (30 x 30 cm/år).

## Hjemsted
Arten er naturligt udbredt i Middelhavsområdet, hvor den findes som karakterart i makiområder. Den dyrkes også i andre dele af verden, blandt andet i Danmark. 
I det Ramsarbeskyttede Göksudelta ved udmundingen af floden Göksu i den østlige del af Middelhavet findes arten sammen med bl.a. Bjerg-Mandstro, Kristustorn, Kyskhedstræ, Nerie, Rhamnus oleides (en art af Korsved), Strand-Mandstro, Toraklet Ledris, Tamarix smyrnensis (en art af Tamarisk) og  Tætblomstret hindebæger.
| Portal | Portal:Botanik |

## Note
1. ↑  Recep Efe og Malcolm Greenwood: Vegetation Zonation Patterns on the Göksu Delta (Southern Turkey) (engelsk)